# Северная Каталония

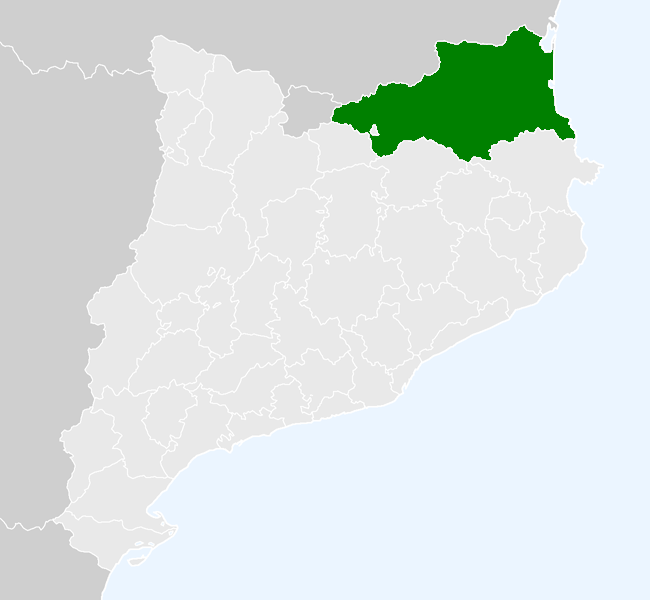
Расположение Северной Каталонии относительно автономного сообщества Каталония (выделено светло-серым).

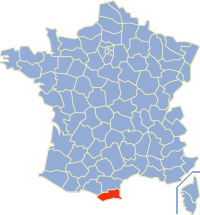
Местоположение французского департамента Восточные Пиренеи.

Расположение Северной Каталонии относительно каталаноязычных стран (выделены серым).

Северная Каталония (кат. Catalunya del Nord или Catalunya Nord, фр. Catalogne Nord) — термин, введённый в 1930-х годах каталонским националистом Альфонсом Миасом. Этот термин обычно используется в Каталонии и некоторыми французскими сторонниками каталонизма для обозначения территории, которую Испания уступила Франции в 1659 году, в соответствии с условиями Пиренейского мира. Территория, обозначаемая этим термином, соответствует нынешнему французскому департаменту Восточные Пиренеи. Исторически он включал 5 комарок (районов) Каталонии: Альта-Серданья, Валеспир, Капсир, Конфлан и Руссильон.
Название «Северная Каталония» используется во Франции меньше, чем «Руссильон». Первый термин систематически используется каталонскими националистами, которые используют его как подтверждение связи территории с испанской Каталонией. В отношении этого региона также используются термины «Каталонские земли», «Французская Каталония» или «Каталонские Пиренеи».
Официальное признание названия «Северная Каталония» произошло на сессии Генерального совета Восточных Пиренеев 10 декабря 2007 года, где было одобрено «Письмо в пользу каталонского языка», в преамбуле которого говорится: «каталанский язык родился более тысячи лет назад, является одним из столпов нашей идентичности, наследия и богатства департамента Восточные Пиренеи (Северная Каталония)».
«Северная Каталония» — это термин, обычно используемый в Каталонии и используемый правительственными учреждениями правительства Каталонии для упоминания о тех частях Пиренеев, где говорят на каталонском языке. С другой стороны, в Восточных Пиренеях иногда используется термин «Южная Каталония» для обозначения автономного сообщества Каталония в Испании.
Поскольку на территории Восточных Пиренеев, как части Франции, единственным официальным языком является французский, каталанский язык находится здесь в опасной ситуации: на нём говорят только в сельской местности, и передача языка в семьях была прервана в течение тридцати лет. В 2009 году только 13,9 % учащихся начальных или средних школ департамента обучались на каталанском языке.